# Tatsiana Kujta
Tatsiana Aliaxandrauna Kujta –en bielorruso, Тацяна Аляксандраўна Кухта– (Brest, URSS, 13 de junio de 1990) es una deportista bielorrusa que compitió en remo.
Ganó siete medallas en el Campeonato Europeo de Remo entre los años 2008 y 2016. Participó en los Juegos Olímpicos de Río de Janeiro 2016, ocupando el octavo lugar en la prueba de doble scull.

## Palmarés internacional
| Campeonato Europeo | Campeonato Europeo     | Campeonato Europeo | Campeonato Europeo |
| Año                | Lugar                  | Medalla            | Prueba             |
| ------------------ | ---------------------- | ------------------ | ------------------ |
| 2008               | Maratón (Grecia)       | Medalla de bronce  | Dos sin timonel    |
| 2008               | Maratón (Grecia)       | Medalla de bronce  | Ocho con timonel   |
| 2011               | Plovdiv (Bulgaria)     | Medalla de plata   | Ocho con timonel   |
| 2012               | Varese (Italia)        | Medalla de oro     | Doble scull        |
| 2014               | Belgrado (Serbia)      | Medalla de oro     | Cuatro scull       |
| 2015               | Poznań (Polonia)       | Medalla de bronce  | Scull individual   |
| 2016               | Brandeburgo (Alemania) | Medalla de oro     | Doble scull        |